# أليساندرو بورغي

أليساندرو بورغي (بالإنجليزية: Alessandro Borghi) هو ممثل إيطالي ولد في 19 سبتمبر 1986.

## وصلات خارجية
- أليساندرو بورغي على موقع IMDb (الإنجليزية)
- أليساندرو بورغي على موقع ميتاكريتيك (الإنجليزية)
- أليساندرو بورغي على موقع روتن توميتوز (الإنجليزية)
- أليساندرو بورغي على موقع ألو سيني (الفرنسية)
- أليساندرو بورغي على موقع قاعدة بيانات الفيلم (الإنجليزية)
- أليساندرو بورغي على موقع كينوبويسك (الروسية)